# Брун, Генрих Карлович
Генрих Карлович Брун (нем. Heinrich Wilhelm Bruun; 1806—1854) — доктор философии и профессор математики Ришельевского лицея. Младший брат профессора Филиппа Бруна.

## Биография
Родился 26 мая (7 июня) 1806 года в Финляндии в семье видного коммерсанта. Рано лишился родителей. Его дядя, к которому он поступил на воспитание, в 1815 году поместил племянника в лучший петербургский пансион пастора реформатской церкви Жана фон Муральта. После пятилетнего обучения в нём Генрих Брун поступил в Петербургский университет (1821), но через год перешел в медико-хирургическую академию, но в 1823 году поступил на философский факультет Дерптского университета, который и окончил в 1825 году, выдержав экзамен на степень кандидата философии. Затем он отправился в Германию и последовательно слушал лекции естественных и философских наук в Берлине, Геттингене и Гейдельберге. Защитил в Геттингенском университете диссертацию «De Cycloidis aequatione atque indole», получив 6 мая 1827 года учёную степень доктора философии и магистра свободных наук.
С 5 августа 1831 года занял кафедру физики в Ришельевском лицее, но вскоре перешёл на кафедру чистой математики. Почти год был в отставке — с 27 августа 1836 года до 3 июля 1837 года. Затем вернулся на кафедру и оставался на ней до дня смерти. Кроме преподавания также исполнял обязанности инспектора Ришельевского лицея (май-сентябрь 1843 и июль-сентябрь 1844).
Был также инспектором классов Одесского института благородных девиц и Одесского девичьего училища с сохранением звания профессора (с 1849). Преподавал арифметику и геометрию в Главном училище садоводства (при Одесском ботаническом саде) (с 6.11.1844 по 1851).
Умер в Одессе 30 января (11 февраля) 1854 года.
Научная деятельность Бруна выразилась в ряде математических изысканий, которые, начиная с 1836 года, печатались в разных специальных периодических изданиях в России и за границей, или же выходили отдельно. Большая часть статей Г. К. Бруна напечатана в журналах: «Archiv der Mathematik und Physik von Grunert» и «Journal für die Mathematik von Grelle». Работы Бруна касались всех отделов чистой математики: аналитической геометрии, высшей алгебры, дифференциального и интегрального исчисления и теории вероятностей. Из трудов его, вышедших в России, наиболее замечательны: «Собрание задач и предложений, относящихся к линиям второй степени» (Одесса, 1838); «Beiträge zur Analytischen Geometrie» (в Бюллетенях Санкт-Петербургской академии наук за 1839 и 1840 гг.); «Руководство к вариационному исчислению» (Одесса, 1848); «О решении численных уравнений по способам Горнера и Греффе» (Одесса, 1851). Работа Г. К. Бруна «Руководство к политической арифметике» (Одесса, 1845) была удостоена демидовской премии.